# Kwantumcryptografie
Kwantumcryptografie is een vorm van beveiliging voor elektronische communicatie of dataverkeer.
Soms wordt ook gesproken van kwantum encryptie (hoewel encryptie slechts een deel van het proces is), of kwantumbeveiliging.
Het is onmogelijk om een lijn die gebruikmaakt van kwantumencryptie af te tappen zonder hierbij gedetecteerd te worden. Dergelijke beveiligde verbindingen zijn dus niet te kraken. Wordt de verbinding  afgetapt dan kan in een fractie van een seconde een andere veilige weg gekozen worden.
Een slecht beveiligde computer blijft weliswaar een doelwit, omdat cryptografie alleen de verbinding tussen computers beveiligt.

## Werking
Door een sleutel via de beveiligde lijn te versturen kunnen zender en ontvanger hun boodschap coderen. Kwantumbeveiliging kan garanderen dat de sleutel enkel bij zender en ontvanger van de boodschap bekend is. Het populairste protocol daarvoor werd in 1984 door Gilles Brassard en Charles Bennett gepubliceerd -vandaar de naam BB84- en maakt gebruik van gepolariseerde fotonen.